# Dankmar Schultz-Hencke

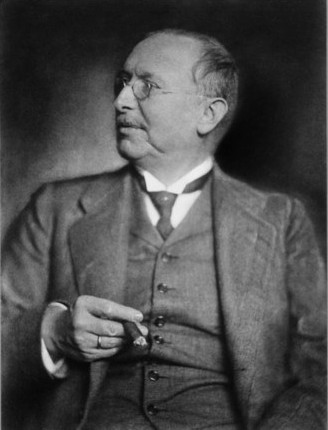
Dankmar Schultz-Hencke, um 1900

Dankmar Carl Sigbert Schultz-Hencke (* 10. Februar 1857 in Berlin; † 21. April 1913 ebenda) war ein deutscher Chemiker.

## Leben und Wirken
Dankmar Schultz-Hencke studierte Chemie und Physik an der Technischen Hochschule Charlottenburg (heute TU Berlin), war 1881 bis 1890 Assistent für Photochemie und Spektralanalyse bei H. W. Vogel, und ab 1890 bis zu seinem Tode Leiter der neu gegründeten Photographischen Lehranstalt des Lette-Vereins. 1896 übernahm er zusätzlich die Leitung der Städtischen Fachschule für Photographen.
Schultz-Hencke gilt als der Initiator des Berufes der Technischen Assistentin. Er verfasste eine Reihe wichtiger Lehrbücher und Schriften, u. a. 1886 das Lehrbuch der Mikrophotographie und 1998 das Lehrbuch der photographischen Retusche. Außerdem war er an wichtigen technischen Entwicklungen seiner Zeit wie dem orthochromatischen Verfahren und dem Drei-Farben-Druck beteiligt.
In der Photographischen Lehranstalt des Lette-Vereins wurden schon kurz nach der Entdeckung der X-Strahlen Röntgenversuche gemacht. Am 29. Januar 1896 fand in der Berliner Kriegsakademie ein Vortrag von Eugen Goldstein zur Röntgenfotografie statt. Schultz-Hencke und seine Assistentin Marie Kundt führten einen praktischen Versuch vor. Es entstand die erste Röntgenaufnahme eines menschlichen Körperteils in Berlin – der Hand von Marie Kundt.

## Familien
Dankmar Schultz-Hencke heiratete Rosalie Adelaide May Zingler, zu deren Kindern Harald Schultz-Hencke gehörte. Nach dem Tod von Rosalie heiratete er Elise Wilhelmine Theresia Hüffer, eine Enkelin von Johann Hermann Hüffer.

## Werke
- M. Stenglein (Bearb. u. Hrsg.): Anleitung zur Ausführung mikrophotographischer Arbeiten. Unter Mitwirkung von Schultz-Hencke, Assistent am photochemischen Laboratorium der technischen Hochschule zu Charlottenburg. Oppenheim, Berlin 1887
- Dankmar Schultz-Hencke: Anleitung zur photographischen Retusche und zum Übermalen von Photographien. Union, Berlin 1913 (5. Auflage). Digitalisiert durch die Zentral- und Landesbibliothek Berlin, 2023. URL: https://nbn-resolving.de/urn:nbn:de:kobv:109-1-15480347